# 3-Methylcholanthren
3-Methylcholanthren oft mit 3-MC abgekürzt, nach der Steroid-Nomenklatur auch als 20-Methylcholanthren bezeichnet, ist ein polycyclischer aromatischer Kohlenwasserstoff. Der Grundkörper der Verbindung ist Cholanthren. 3-Methylcholanthren ist stark krebserregend. Es wird in der Onkologie als Karzinogen zum Auslösen von Tumoren in Modellorganismen verwendet.
Es wurde 1934 von James Wilfred Cook synthetisiert und als stark karzinogen erkannt.

## Verwendung und Eigenschaften
Aufgrund seiner starken krebserzeugenden Wirkung gibt es keine technische Anwendung für 3-Methylcholanthren. In der Onkologie ist es ein häufig verwendetes Standard-Karzinogen, um bei Modellorganismen maligne Tumoren zu erzeugen.
3-Methylcholanthren ist dabei ein potenteres Karzinogen als Benzo[a]pyren. 3-Methylcholanthren ist in Bakterien mutagen und führt im Knochenmark zu Chromosomenbruch (klastogener Effekt). Im Tierversuch induziert es die Bildung von DNA-Addukten.
Um Tumoren zu erzeugen, bekommen die Versuchstiere 3-Methylcholanthren entweder auf die Haut gepinselt (transdermal) oder unter die Haut gespritzt (subkutan) oder über die Nahrung verabreicht (peroral) oder in die Bauchhöhle injiziert (intraperitoneal). Die so behandelten Tiere entwickeln in der Regel, abhängig vom Ort der Applizierung, verschiedene Arten von Krebs.
Bei der Applizierung auf die Haut entwickeln sich bei Mäusen schnell Karzinome. Die subkutane Injektion führt bei Mäusen und Ratten zu Sarkomen. Die orale Gabe in einer Sesamölverdünnung induziert bei weiblichen Ratten Brustkrebs. Werden zuvor die Eierstöcke entnommen, sinkt das Brustkrebsrisiko deutlich.
Daneben beeinflusst 3-Methylcholanthren die Follikulogenese, den Estrogen-Haushalt, den Sexualzyklus und die Morphologie der Spermien der Versuchstiere.
3-Methylcholanthren aktiviert den Aryl-Hydrocarbon-Rezeptor. Die Aktivierung des Ah-Rezeptors bewirkt wiederum eine Unterbrechung des Estradiol-Signalweges. In einigen Zellen wirkt 3-MC als Aktivator der Estrogen-Rezeptoren ER-α und ER-β, während es in anderen Zellen als Suppressor agiert. Die Wirkungsweise ist davon abhängig, ob die jeweilige Zelle in der Lage ist 3-MC zu metabolisieren.
Je nach Organ und dort vorhandenen Enzymen wird 3-MC unterschiedlich metabolisiert. Als Metaboliten finden sich in der Leber unter anderem 1- oder 2-Hydroxy-, cis- und trans-1,2-Dihydroxy-, 11,12-Dihydroxy-11,12-dihydo- sowie 1- und 2-Keto-3-methylcholanthren.
3-Methylcholanthren ist stark hydrophob. Der Oktanol-Wasser-Verteilungskoeffizient (log K) beträgt 6,42. Das Absorptionsmaximum liegt in Ethanol bei 359 nm.

## Entdeckung und Synthese

Die Pyrolyse von Desoxycholsäure führt zu 3-Methylcholanthren

3-Methylcholanthren wurde erstmals von den beiden deutschen Chemikern Heinrich Otto Wieland und Elisabeth Dane 1933 entdeckt. Die beiden erhielten die Verbindung als Zersetzungsprodukt von Desoxycholsäure, einem Sterin aus der Familie der Steroide. Die Rückführung der Desoxycholsäure auf das Grundgerüst eines reinen Kohlenwasserstoffs brachte den Strukturbeweis für die Desoxycholsäure.
Die erste Synthese von 3-Methylcholanthren erfolgte 1935 durch die beiden US-Amerikaner Louis Frederick Fieser und Arnold M. Seligman. Sie nutzten dabei die Elbs-Reaktion.
J. W. Cook und G. A. D. Haslewood erkannten das kanzerogene Potenzial von 3-Methylcholanthren kurz nach der Entdeckung durch Wieland und Dane.
Fieser postulierte 1936 in seinem Buch Chemistry of Natural Products Related to Phenanthrene, dass viele Krebserkrankungen ihren Ursprung in 3-MC und verwandten Verbindungen hätten, die als Stoffwechselprodukt – beispielsweise von Sexualhormonen oder Cholesterin – im Körpers anfallen. Diese These ist in dieser Form heute nicht mehr haltbar.
In der Literatur sind mehrere elegantere Synthesewege zur Herstellung von 3-Methylcholantren beschrieben. So lässt sich beispielsweise aus 4-Methylindanon und N,N-Diethyl-1-naphthamid ein Lacton erhalten, das nach insgesamt vier Stufen zu 3-MC führt. Die Gesamtausbeute liegt bei etwa 20 %.
Eine alternative Synthese geht über 5-Methylhomophthalsäureanhydrid, das mit in 2-Position lithiiertem 1-Naphthamid umgesetzt wird. Dieser Weg geht über fünf Stufen und hat eine Ausbeute von ungefähr 55 %.
3-Methylcholanthren kann sich auch bei der Pyrolyse von Cholesterol-Derivaten bilden.

## Externe Links zu erwähnten Verbindungen
1. ↑  Externe Identifikatoren von bzw. Datenbank-Links zu Cholanthren:  CAS-Nr.: 479-23-2, EG-Nr.: 207-528-2, ECHA-InfoCard: 100.006.845, PubChem: 10176, ChemSpider: 9769, Wikidata: Q4499005.
2. ↑  Externe Identifikatoren von bzw. Datenbank-Links zu 4-Methylindanon:  CAS-Nr.: 24644-78-8, PubChem: 4418431, ChemSpider: 3618896, Wikidata: Q72491754.
3. ↑  Externe Identifikatoren von bzw. Datenbank-Links zu N,N-Diethyl-1-naphthamid:  CAS-Nr.: 5454-10-4, PubChem: 229388, ChemSpider: 199705, Wikidata: Q82952801.
4. ↑  Externe Identifikatoren von bzw. Datenbank-Links zu 5-Methylhomophthalsäureanhydrid:  CAS-Nr.: 84944-47-8, PubChem: 45117220, ChemSpider: 24217597, Wikidata: Q131319715.
5. ↑  Externe Identifikatoren von bzw. Datenbank-Links zu 1-Naphthamid:  CAS-Nr.: 2243-81-4, EG-Nr.: 673-720-1, ECHA-InfoCard: 100.199.164, PubChem: 75244, ChemSpider: 67788, Wikidata: Q83047286.